# John Breckinridge (justitieminister)
John Breckinridge, född 2 december 1760 i Staunton, Virginia, död 14 december 1806 i Lexington, Kentucky, var en amerikansk politiker (demokrat-republikan).
Breckinridge var en av pionjärerna i Kentucky och upphovsman till de berömda "Kentuckyresolutionerna" av åren 1798 och 1799, i vilka de enskilda staternas suveränitet och deras rätt att genom "nullifikation" avslita unionsbandet med stor djärvhet hävdades. Breckinridge var 1801-1805 senator för Kentucky, blev sedan justitieminister (generaladvokat) i Jeffersons kabinett, men avled redan 1806.